# Rtyiscsevói járás

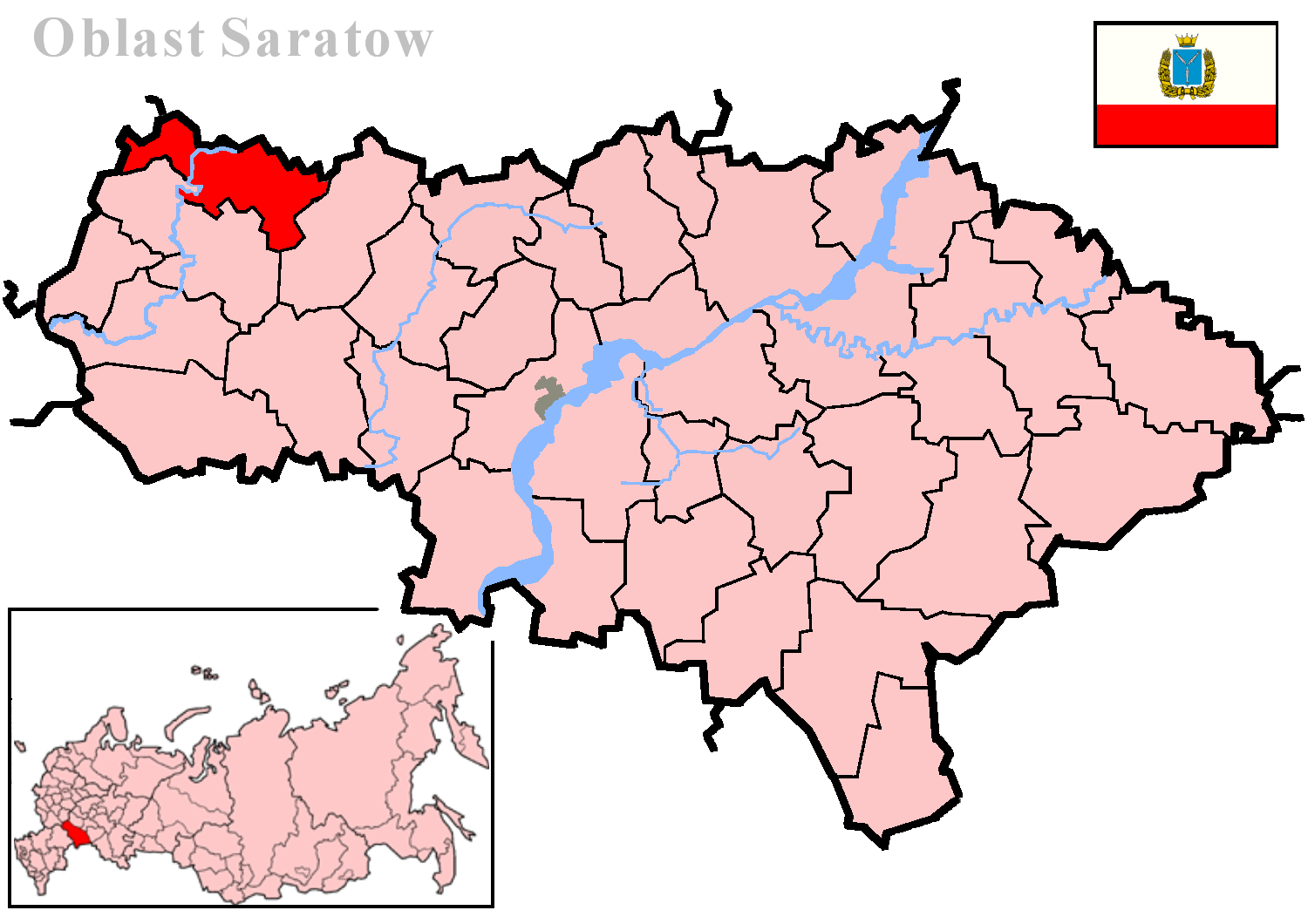
A Rtyiscsevói járás a Szaratovi területen

A Rtyiscsevói járás (oroszul Ртищевский муниципальный район) Oroszország egyik járása a Szaratovi területen. Székhelye Rtyiscsevo.

## Népesség
- 1989-ben 21 857 lakosa volt.
- 2002-ben 19 546 lakosa volt.
- 2010-ben 58 672 lakosa volt, melyből 54 666 orosz, 452 ukrán, 357 ezid, 285 tatár, 271 örmény, 154 azeri, 143 csuvas, 139 csecsen, 122 cigány, 91 lezg, 88 fehérorosz, 66 német, 54 kurd, 47 üzbég, 46 mordvin, 43 moldáv stb. A számok magukba foglalják a város adatait is.